# Stânca (gmina Victoria)
Stânca – wieś w Rumunii, w okręgu Jassy, w gminie Victoria. W 2011 roku liczyła 563 mieszkańców.